# ديبي كار
ديبي كار (23 أغسطس 1977 - ) (بالإنجليزية: Debbie Carr)‏ هي لاعبة كريكت جنوب أفريقية.

## وصلات خارجية
- ديبي كار على موقع إي آس بي آن كريك إنفو (الإنجليزية)